# Список умерших в 2016 году
В этой статье представлен перечень — список людей, соответствующих критериям значимости, умерших в 2016 году.
Причина смерти персоны указывается в исключительных случаях (ДТП, авиакатастрофа, самоубийство, убийство и несчастные случаи). В остальных случаях — не указывается.
Обновление информации наступает 7 числа каждого последующего месяца.
См. также категорию «Умершие в 2016 году».